# Alfredo Mostarda
Alfredo Mostarda Filho, detto Alfredo Mostarda (San Paolo, 18 ottobre 1946 – 28 marzo 2025), è stato un calciatore brasiliano, di ruolo difensore.

## Caratteristiche tecniche
Giocava come difensore, disimpegnandosi nel ruolo di centrale.

## Carriera

### Club
Dopo aver vinto il titolo di campione brasiliano a livello giovanile con il Palmeiras nel 1966, fu prestato a diverse squadre, in attesa che potesse avere un'occasione di giocare con i titolari. Dopo essere stato una riserva nel 1971, durante la partecipazione della società alla Libertadores, ebbe la chance di partire dall'inizio nel corso del Segundo Campeonato Nacional de Clubes, affiancandosi a Luís Pereira al centro della difesa. Vinse dunque due campionati statali e due nazionali — questi ultimi consecutivamente — venendo riconosciuto dalla rivista Placar come uno dei migliori difensori del Terceiro Campeonato Nacional de Clubes, tramite l'assegnazione della Bola de Prata. Lasciato il Palmeiras, vinse il campionato dello Stato di Paraná con il Coritiba, prima di tornare nella sua regione d'origine per giocare con il Santos. Chiuse poi la carriera in Bolivia.

### Nazionale
Convocato da Zagallo per l'amichevole contro il Messico, in cui giocò da titolare (tra l'altro a fianco del suo compagno del Palmeiras Luís Pereira), ottenne l'inclusione nella lista dei ventidue per Germania Ovest 1974. Durante questa manifestazione fu però chiuso da Marinho Peres — il capitano della selezione — e giocò solo la finale per il terzo posto contro la Polonia.

## Palmarès

### Club

#### Competizioni statali
- Campionato paulista: 2

Palmeiras: 1972, 1974
- Campionato Paranaense: 1

Coritiba: 1976

#### Competizioni nazionali
- Campionato brasiliano: 2

Palmeiras: 1972, 1973

### Individuale
- Bola de Prata: 1

1973